# Emilio Recoba
Emilio Recoba (Montevideo, 3 novembre 1904 – 12 novembre 1992) è stato un calciatore uruguaiano, di ruolo centrocampista. Campione del Mondo con la Nazionale uruguaiana nel 1930.

## Carriera
Giocò nel Nacional Montevideo.
Con l'Uruguay vinse la medaglia d'oro al primo Campionato mondiale di calcio del 1930, competizione in cui non scese mai in campo.
È scomparso nel 1992 a 88 anni, ultimo sopravvissuto fra i vincitori della prima edizione del Mondiale.

## Palmarès

### Giocatore

#### Nazionale
- Campionato mondiale: 1

Uruguay 1930